# Bilbajs
Bilbajs (arab. بلبيس; kopt. Phelbs) – miasto w Egipcie, w Prowincji Wschodniej, na północny wschód od Kairu. W 2006 roku liczyło ok. 137 tys. mieszkańców. Ośrodek handlowy regionu bawełny i juty oraz port nad Kanałem Ismailijskim.
Leżące na ważnym szlaku miasto zostało podbite w 640 roku przez Arabów, którzy później wznieśli w nim łańcuch twierdz służących do obrony Kairu. W 996 roku, w trakcie wyprawy do Syrii, nieoczekiwanie zmarł w mieście kalif fatymidzki Al-Aziz, po czym władzę w kalifacie natychmiast przejął jego syn Al-Hakim. W 1163 i w 1168 roku Bilbajs zostało zajęte przez wojska pod dowództwem Amalryka I, w czasie zbrojnych wypraw do Egiptu. W 1798 roku na polecenie Napoleona odbudowano miejskie fortyfikacje. Do XIX wieku miasto było stolicą Prowincji Wschodniej.